# أشنك
أشنك هي قرية في مقاطعة سلماس، إيران. يقدر عدد سكانها بـ 482 نسمة بحسب إحصاء 2016.